# 447 Valentine
447 Valentine là một tiểu hành tinh lớn ở vành đai chính. Nó được Max Wolf và A. Schwassmann phát hiện ngày 27.10.1899 ở Heidelberg, và được đặt theo tên Valentine, con gái của bá tước Albert von Rothschild, một nhà từ thiện.